# Anna Dalassene
Anna Dalassene (grekiska: Ἄννα Δαλασσηνή), född 1025, död 1102, var en bysantinsk politiker. Hon var mor till den östromerska/bysantinska kejsaren Alexios I Komnenos och spelade en viktig politisk roll som rådgivare och ställföreträdande regent under hans regering.
Hon spelade en avgörande roll för att uppsätta sin son kejsaren på tronen år 1081, och hade därefter ett dominerande inflytande över regeringen under nästan tjugo år av hans tidiga regeringstid: hon fungerade som hans ställföreträdare och regent under hans frånvaro vid flera krigståg, och hade tack vare sitt kraftfulla kontaktnät en de facto regentroll i Bysans även då han var hemma. Hennes de facto regeringsroll blev till slut så frustrerande för hennes son att han, troligen omkring år 1097, tvingade henne att lämna hovet och gå i pension i ett kloster.   